# Ronneby blodbad

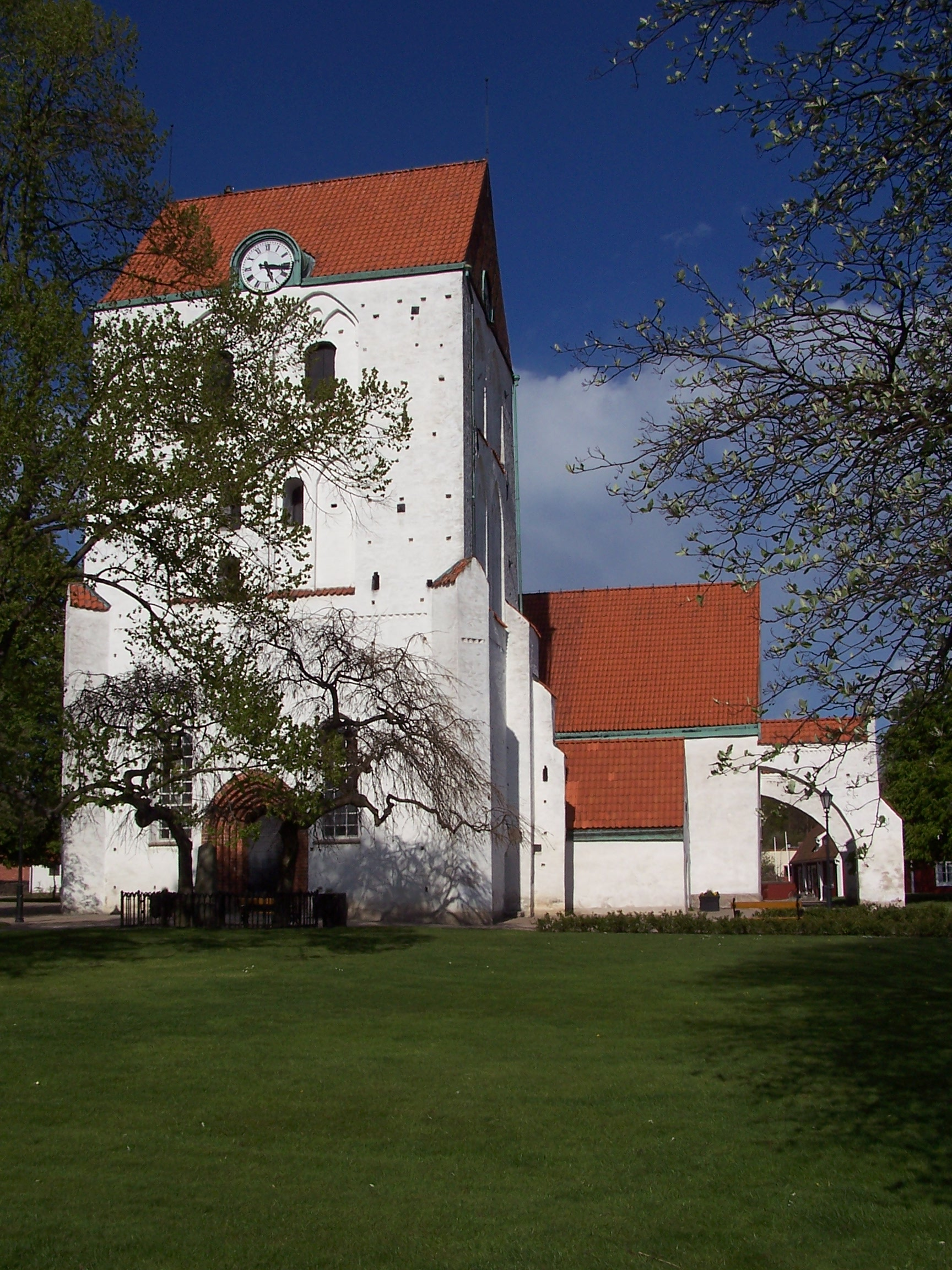
Inne i Heliga Kors kyrka finns en dörr med märken från yxor och hillebarder som vittnar om de finska soldaternas intåg i kyrkan, dit kvinnor, barn och äldre hade tagit sin tillflykt.

Ronneby blodbad var en massaker som ägde rum måndagen den 4 september 1564 under det nordiska sjuårskriget. Det handlade om ett blodbad i meningen att det utöver en massaker som krigshandling även mördades kvinnor och barn.

## Historik

### Bakgrund
På väg in i Blekinge blev de svenska soldater som höll sig bakerst i fälttåget fångade av blekingeborna och därefter hängda i träden till skräck och avsky. I vredesmod över dessa avrättningar befallde kung Erik XIV att allt mellan Lyckeby och Ronneby skulle slås ihjäl och brännas.

### Blodbadet
Svenska trupper anlände den 3 september till Ronneby och gav två gånger Ronnebyborna tillfälle att kapitulera. Ronnebyborna vägrade dock, även om deras position var svag – staden saknade fasta försvarsanläggningar. Troligen väntade staden på undsättning av danska trupper som fanns några mils avstånd västerut, samtidigt som man överskattade sin egen styrka. När de svenska trupperna anföll den 4 september forcerade de snabbt den palissad som var det enda hindret och började sedan plundra staden och massakrera dess invånare enligt kungens order.
Så här står det skrivet i den svenska bulletinen om händelserna i Ronneby 1564:

Vattnet i älven (Ronnebyån) var rött av blod utav de döde kroppar. Och vore fienderna så försagde, att man föge omak hade för dem, utan man stack uti dem såsom en hop vildsvin, och skonade man ingen utan slog ihjäl alle varaktige, så att i staden blevo mer än tutusen man om halsen förutan någre kvinnor och barn, vilke de amäktige finnar sloge ihjäl.

Värt att notera är att man inte skonade livet på kvinnor och barn vilket var brukligt.

### Efterspel
Ronnebys intagande kom att framställas som ovanligt blodigt i både svensk och dansk propaganda, dock av helt olika skäl. Svenskarna ville framställa den som en stor seger under ledning av Erik XIV, som framställdes som den store götakonungen vars härskaror vunnit en välförtjänt seger. Detta för att stärka kampviljan hos krigsfolket. Danskarna var å andra sidan intresserade av att framhäva den svenska grymheten för att på så sätt stärka motståndsviljan bland det egna folket. Båda sidor förstorade alltså upp vad som egentligen bara var att följa av gammal praxis; en intagen stad var på denna tid utlämnad åt angriparna.
I Eriks egen skrivelse till menige man "om Kungl. Maj:ts lycka och seger" beskrev han själv händelsen som "ett väldigt mord, så att vattnet i älven var rött som blod". Fienderna var, heter det, så försagda att man kunde sticka ned dem som en hop vilda svin; "och skonade man ingen utan slog ihjäl alla varaktiga [vapenföra], så att i staden blevo mer än 2 000 man om halsen utom några kvinnor och barn, dem finnarne slogo ihjäl."
Det var en av grundsatserna i Eriks krigföring att förvandla gränstrakterna till ödemarker, ty, konstaterade han, "det är bättre att hava ett öde land än ett fiendeland".
Flera ledande invånare i staden överlevde stormningen, bland andra borgmästaren Birger Jonsson.
Genom förstörelsen av Ronneby hämnades Erik för all den skada som orten, särskilt sedan hans far Gustav Vasas tid, hade orsakat Sveriges handel – i synnerhet Kalmar stad. Efter Dackefejden klagade Gustav Vasa flera gånger över hur Ronnebys borgare och "en hel hop andra danska krämare stryka hela landet igenom utmed landmärket och köpa upp allehanda varor, görandes därmed dyrt köp på allting". Erik XIV hade lika svårt som Gustav Vasa att sätta stopp för den skadliga handeln mellan Värend och Ronneby, särskilt när han under de två sista åren av sin fars liv var hertig i Kalmar, rikets sydligaste utpost. Från den tiden bar han på en stark aversion mot Ronneby, som han ansåg vara ett oförbätterligt smugglarnäste och hans egen gränsfästnings dödsfiende.

## Erik XIV:s inblandning
Även om Erik XIV i den svenska propagandan beskrivs som inblandad i stormningen finns det egentligen ingenting som tyder på att han faktiskt var på plats. Dagen efter stormningen har han daterat brev i Lyckå, tre mil från Ronneby, och dagen efter det var han uppenbarligen på väg tillbaka till Kalmar, där han kunde utarbeta skildringen av segern.